# Cena Izvestijí 1985
Devatenáctý ročník Ceny Izvestijí se konal od 16. do 21. 12. 1985 v Moskvě. Zúčastnilo se pět reprezentačních mužstev, která se utkala jednokolovým systémem každý s každým.

## Výsledky a tabulka
|    |         | ČSSR           | SSSR          | SWE     | CAN    | FIN    | V | R | P | Skóre | B |
| 1. | ČSSR    | Československo | 3:1           | 3:3     | 7:2    | 1:1    | 2 | 2 | 0 | 14:7  | 6 |
| 2. | SSSR    | 1:3            | Sovětský svaz | 10:1    | 8:2    | 4:1    | 3 | 0 | 1 | 23:7  | 6 |
| 3. | Švédsko | 3:3            | 1:10          | Švédsko | 6:1    | 3:1    | 2 | 1 | 1 | 13:15 | 5 |
| 4. | Kanada  | 2:7            | 2:8           | 1:6     | Kanada | 5:4    | 1 | 0 | 3 | 10:25 | 2 |
| 5. | Finsko  | 1:1            | 1:4           | 1:3     | 4:5    | Finsko | 0 | 1 | 3 | 7:13  | 1 |

 Československo -  Švédsko 3:3 (2:0, 1:2, 0:1)
16. prosince 1985 - Moskva

Branky a nahrávky Československa: 9:37 Arnold Kadlec, 19:55 Vladimír Růžička (Otakar Janecký, Jiří Hrdina), 34:58 Vladimír Růžička (Arnold Kadlec, Jiří Hrdina).

Branky a nahrávky Švédska: 28:52 Matti Pauna (Mikael Hjälm, Robert Nordmark), 30:08 Håkan Södergren (Jonas Bergqvist), 56:28 Lars-Gunnar Pettersson (Matti Pauna, Lars Ivarsson).

Rozhodčí: Antti Koskinen (FIN) – Michail Galinovskij (URS), Alexandr Pavlovskij (URS)

Vyloučení: 4:4 (využití 1:1)
ČSSR: Jaromír Šindel – Mojmír Božík (41. Peter Slanina), Jaroslav Benák, Antonín Stavjaňa, František Musil, Arnold Kadlec, Miloslav Hořava – Ivan Dornič (41. Otakar Janecký), Dárius Rusnák, Igor Liba – Otakar Janecký (41. Petr Rosol), Vladimír Růžička, Jiří Hrdina – Jiří Lála, Dušan Pašek, Jiří Šejba – Oldřich Válek, Ladislav Svozil, Vladimír Caldr.
Švédsko: Åke Lilljebjörn – Lars Ivarsson, Mats Kihlström, Mats Lusth, Tommy Albelin, Robert Nordmark, Tommy Samuelsson, Peter Ekroth, Anders Eldebrink – Mikael Hjälm, Matti Pauna, Lars-Gunnar Pettersson – Jens Öhling, Thomas Ljungbergh, Evan Hansen – Jonas Bergqvist, Anders Carlsson, Håkan Södergren – Tom Eklund, Kent Johansson, Peter Gradin.
 SSSR -  Kanada 8:2 (5:1, 1:1, 2:0)
16. prosince 1985 - Moskva

Branky SSSR: 1. Igor Larionov, 4. Zinetula Biljaletdinov, 9. Alexej Gusarov, 16. Alexej Gusarov, 17. Sergej Jašin, 28. Alexandr Gerasimov, 44. Vjačeslav Fetisov, 51. Sergej Agejkin.

Branky Kanady: 4. Don McLaren, 40. Darren Boyko.

Rozhodčí: Milan Jirka (TCH) – Jegorov (URS), Igor Prusov (URS)

Vyloučení: 8:10 (využití 1:0)
SSSR: Sergej Mylnikov – Alexej Gusarov, Igor Stělnov, Zinetula Biljaletdinov, Vasilij Pěrvuchin, Vjačeslav Fetisov, Alexej Kasatonov, Igor Jevdokimov, Oleg Mikulčik – Sergej Makarov, Igor Larionov, Vladimir Krutov – Sergej Světlov, Anatolij Semjonov, Sergej Jašin – Alexandr Gerasimov, Viktor Ťumeněv, Jurij Leonov – Sergej Agejkin, Sergej Šepelev, Sergej Kapustin.
Kanada: John Kemp (21. Alan Raymond) – Paul Cavallini, Yawney, Brian Benning, Serge Roy, Chris Felix, Doug Clarke, Tony Stiles – Vogue Karpan, Nevell Brown, Pari Proft - Cliff Ronning, Mike Miller, Don McLaren – Darren Boyko, Ray Cote, Ken Berry – Fabian Joseph, Martin Bouliane.
 Švédsko -  Kanada 6:1 (1:0, 3:1, 2:0)
17. prosince 1985 - Moskva

Branky Švédska: 3. Håkan Södergren, 32. Robert Nordmark, 38. Peter Gradin, 39. Anders Carlsson, 52. Anders Carlsson, 52. Lars-Gunnar Pettersson.

Branky Kanady: 23. Don McLaren.

Rozhodčí Jurij Karandin (URS) – Jegorov (URS), Igor Prusov (URS)

Vyloučení: 5:6 (využití 0:1, v oslabení 2:0)
Švédsko: Åke Lilljebjörn – Lars Ivarsson, Mats Kihlström, Robert Nordmark, Tommy Samuelsson, Mats Lusth, Tommy Albelin, Peter Ekroth, Anders Eldebrink – Tom Eklund, Kent Johansson, Peter Gradin – Jonas Bergqvist, Anders Carlsson, Håkan Södergren – Mikael Hjälm, Matti Pauna, Lars-Gunnar Pettersson – Jens Öhling, Thomas Ljungbergh, Evan Hansen.
Kanada: Alan Raymond – Paul Cavallini, Yawney, Brian Benning, Chris Felix, Doug Clarke, Tony Stiles – Vogue Karpan, Nevell Brown, Pari Proft – Mike Miller, Cliff Ronning, Don McLaren – Darren Boyko, Ray Cote, Ken Berry – Fabian Joseph, Martin Bouliane.
 SSSR -  Finsko 4:1 (0:0, 2:0, 2:1)
17. prosince 1985 - Moskva

Branky SSSR: 22. Vjačeslav Fetisov, 29. Sergej Agejkin, 44. Alexandr Gerasimov, 45. Sergej Světlov.

Branky Finska: 58. Kari Jalonen.

Rozhodčí: Billi Frederiksson (SWE) – Michail Galinovskij, Alexandr Pavlovskij (URS)

Vyloučení: 3:4 (využití 0:0)
SSSR: Sergej Mylnikov – Alexej Gusarov, Igor Stělnov, Zinetula Biljaletdinov, Vasilij Pěrvuchin, Alexej Kasatonov, Vjačeslav Fetisov, Igor Jevdokimov, Oleg Mikulčik – Sergej Makarov, Igor Larionov, Vladimir Krutov – Sergej Světlov, Anatolij Semjonov, Sergej Jašin – Alexandr Gerasimov, Viktor Ťumeněv, Jurij Leonov – Sergej Agejkin, Sergej Šepelev, Sergej  Kapustin.
Finsko: Hannu Kamppuri – Harry Nikander, Kari Suoraniemi, Jari Grönstrand, Kari Eloranta, Markus Lehto, Risto Tuomi, Juko Narvanmää, Petteri Lehto – Kari Makkonen, Harry Tuohimaa, Arto Javanainen – Jari Lindgren, Erkki Lehtonen, Pekka Arbelius – Kai Suikkanen, Kari Jalonen, Hannu Järvenpää – Jukka Vilander, Christian Ruuttu, Ari Vuori.
 Československo -  Finsko 1:1 (1:0, 0:0, 0:1)
18. prosince 1985 - Moskva

Branky a nahrávky Československa: 17:56 Igor Liba (Dárius Rusnák).

Branky a nahrávky Finska: 53:49 Pekka Arbelius (Kari Jalonen, Harry Tuohimaa).

Rozhodčí: Sparks (CAN) – Valerij Bokarev (URS), Konstantin Komisarov (URS)

Vyloučení: 3:4 (využití 1:0)
ČSSR: Dominik Hašek – Peter Slanina, Miloslav Hořava, Mojmír Božík, Jaroslav Benák, Antonín Stavjaňa, František Musil – Otakar Janecký (41. Dornič), Dárius Rusnák, Igor Liba – Petr Rosol, Vladimír Růžička, Jiří Hrdina – Jiří Lála, Dušan Pašek, Jiří Šejba – Oldřich Válek, Ladislav Svozil, Vladimír Caldr.
Finsko: Jukka Tammi – Harry Nikander, Kari Suoraniemi, Jari Grönstrand, Kari Eloranta, Markus Lehto, Risto Tuomi, Juko Narvanmää, Petteri Lehto – Kari Makkonen, Harry Tuohimaa, Arto Javanainen – Jari Lindgren, Erkki Lehtonen, Pekka Arbelius – Kai Suikkanen, Kari Jalonen, Hannu Järvenpää – Jukka Vilander, Christian Ruuttu, Ari Vuori.
 Československo -  Kanada 7:2 (3:1, 1:0, 3:1)
19. prosince 1985 - Moskva

Branky Československa: 2:29 Dušan Pašek (Ivan Dornič), 11:28 Vladimír Růžička, 16:54 Jiří Lála (Igor Liba, Dárius Rusnák), 37:59 Jiří Hrdina, 42:10 Jiří Lála (Dárius Rusnák), 44:37 Mojmír Božík (Dárius Rusnák, Igor Liba), 53:36 Petr Rosol (Jiří Hrdina).

Branky Kanady: 1:51 Don McLaren (Ray Cote), 44:21 Cliff Ronning (Don McLaren).

Rozhodčí: Josef Kompala (FRG) – Michail Galinovskij (URS), Alexandr Pavlovskij (URS)

Vyloučení: 5:5 (využití 1:0, v oslabení 1:0)
ČSSR: Jaromír Šindel – Arnold Kadlec, Miloslav Hořava, Mojmír Božík, Jaroslav Benák, Peter Slanina, František Musil – Petr Rosol, Vladimír Růžička, Jiří Hrdina – Jiří Lála, Dárius Rusnák, Igor Liba – Dornič, Dušan Pašek, Jiří Šejba – Oldřich Válek, Ladislav Svozil, Vladimír Caldr.
Kanada: John Kemp – Trent Yawney, Tony Stiles, Chris Felix, Doug Clarke, Brian Benning - Vogue Karpan, Nevell Brown, Pari Proft – Mike Miller, Cliff Ronning, Don McLaren – Darren Boyko, Ray Cote, Ken Berry – Fabian Joseph, Martin Bouliane.
 SSSR -  Švédsko 10:1 (5:0, 4:0, 1:1)
19. prosince 1985 - Moskva

Branky SSSR: 2. Igor Larionov, 9. Sergej Agejkin, 10. Sergej Makarov, 15. Sergej Agejkin, 16. Vladimir Krutov, 23. Zinetula Biljaletdinov, 24. Alexej Kasatonov, 26. Vladimir Krutov, 28. Alexandr Gerasimov, 43. Alexandr Gerasimov. 

Branky Švédska: 54. Mikael Hjälm.

Rozhodčí: Bogdan Tyszkiewicz (POL) – Igor Prusov (URS), Jegorov (URS)

Vyloučení: 4:4 (využití 2:0)
SSSR: Sergej Mylnikov (31. Jevgenij Bělošejkin) – Alexej Gusarov, Igor Stělnov, Zinetula Biljaletdinov, Vasilij Pěrvuchin, Alexej Kasatonov, Vjačeslav Fetisov, Igor Jevdokimov, Oleg Mikulčik – Sergej Makarov, Igor Larionov, Vladimir Krutov – Sergej Světlov, Anatolij Semjonov, Sergej Jašin – Alexandr Gerasimov, Viktor Ťumeněv, Jurij Leonov – Sergej Agejkin, Sergej Šepelev, Sergej Kapustin.
Švédsko: Åke Lilljebjörn – Peter Ekroth, Anders Eldebrink, Mats Kihlström, Lars Ivarsson, Robert Nordmark, Tommy Samuelsson, Mats Lusth, Tommy Albelin – Tom Eklund, Kent Johansson, Peter Gradin – Mikael Hjälm, Matti Pauna, Lars-Gunnar Pettersson – Jonas Bergqvist, Anders Carlsson, Håkan Södergren – Jens Öhling, Thomas Ljungbergh, Evan Hansen.
 Švédsko -  Finsko 3:1 (1:0, 1:1, 1:0)
20. prosince 1985 - Moskva

Branky Švédska: 2. Matti Pauna, 24. Anders Carlsson, 41. Tom Eklund. 

Branky Finska: 27. Christian Ruuttu.

Rozhodčí: Sparks (CAN) – Valerij Bokarev (URS), Konstantin Komisarov (URS)

Vyloučení: 3:6 (využití 0:1)
Švédsko: Åke Lilljebjörn – Tommy Albelin, Anders Eldebrink, Mats Kihlström, Lars Ivarsson, Robert Nordmark, Tommy Samuelsson - Tom Eklund, Evan Hansen, Peter Gradin – Jonas Bergqvist, Anders Carlsson, Håkan Södergren – Mikael Hjälm, Matti Pauna, Lars-Gunnar Pettersson.
Finsko:  Hannu Kamppuri – Harry Nikander, Kari Suoraniemi, Jari Grönstrand, Kari Eloranta, Markus Lehto, Risto Tuomi, Juko Narvanmää - Jari Lindgren, Erkki Lehtonen, Pekka Arbelius – Kai Suikkanen, Kari Jalonen, Hannu Järvenpää – Jukka Vilander, Christian Ruuttu, Ari Vuori.
 Kanada -  Finsko 5:4 (2:3, 2:1, 1:0)
21. prosince 1985 - Moskva

Branky Kanady: 1. Fabian Joseph, 5. Yawney, 33. Vogue Karpan, 37. Don McLaren, 57. Tony Stiles. 

Branky Finska: 4. Ari Vuori, 6. Kai Suikkanen, 15. Hannu Järvenpää, 23. Harry Tuohimaa.

Rozhodčí: Josef Kompalla (GER) – Michail Galinovskij, Alexandr Pavlovskij (URS)

Vyloučení: 4:6 (využití 2:1)
Kanada: Alan Raymond (15. John Kemp) – Yawney, Doug Clarke, Tony Stiles, Brian Benning, Chris Felix, Paul Cavallini - Mike Miller, Cliff Ronning, Don McLaren – Darren Boyko, Ray Cote, Ken Berry – Fabian Joseph, Martin Bouliane, Vogue Karpan - Nevell Brown, Pari Proft.
Finsko: Jukka Tammi – Harry Nikander, Kari Suoraniemi, Jari Grönstrand, Kari Eloranta, Markus Lehto, Risto Tuomi, Juko Narvanmää, Petteri Lehto – Kari Makkonen, Harry Tuohimaa, Arto Javanainen – Kai Suikkanen, Kari Jalonen, Hannu Järvenpää – Jari Lindgren, Erkki Lehtonen, Pekka Arbelius – Jukka Vilander, Christian Ruuttu, Ari Vuori.
 SSSR -  Československo 1:3 (0:0, 0:1, 1:2)
21. prosince 1985 - Moskva

Branky a nahrávky SSSR: 45. Vladimir Krutov (Vjačeslav Fetisov).

Branky a nahrávky Československa: 24. Dárius Rusnák (Vladimír Caldr), 51. Jiří Lála (Peter Slanina), 56. Dušan Pašek (Miloslav Hořava).

Rozhodčí: Antti Koskinen (FIN) – Igor Prusov (URS), Jegorov (URS)

Vyloučení: 7:6 (využití 0:1)
ČSSR: Dominik Hašek – Mojmír Božík, Jaroslav Benák, Peter Slanina, Miloslav Hořava, Antonín Stavjaňa, František Musil – Petr Rosol, Vladimír Růžička, Jiří Hrdina – Jiří Lála, Dárius Rusnák, Igor Liba – Dornič, Dušan Pašek, Jiří Šejba – Oldřich Válek, Otakar Janecký, Ladislav Svozil, Vladimír Caldr.
SSSR: Sergej Mylnikov – Alexej Gusarov, Igor Stělnov, Zinetula Biljaletdinov, Vasilij Pěrvuchin, Vjačeslav Fetisov, Alexej Kasatonov, Igor Jevdokimov, Oleg Mikulčik – Sergej Makarov, Igor Larionov, Vladimir Krutov – Sergej Světlov, Anatolij Semjonov, Sergej Jašin – Alexandr Gerasimov, Viktor Ťumeněv, Jurij Leonov – Sergej Agejkin, Sergej Šepelev, Sergej Kapustin.

## Statistiky

### Nejlepší hráči
| Brankář | Dominik Hašek     |
| Obránce | Vjačeslav Fetisov |
| Útočník | Igor Larionov     |

### Nejlepší střelec
Alexandr Gerasimov 6 (4 + 2)